# Natator depressus
A tartaruga-marinha-australiana (Natator depressus) é uma espécie de tartaruga marinha, endémica da plataforma continental da Austrália. É o único membro do género Natator.

## Anatomia
Podem alcançar 1 m de comprimento. A carapaça do adulto tem em média 90 cm de comprimento.

## Distribuição
Esta espécie pode alimentar-se em águas ao largo da Indonésia e Papua-Nova Guiné, mas apenas faz a sua postura na Austrália. As posturas ocorrem na metade norte da Austrália, de Exmouth, na Austrália Ocidental, até Mon Repos, em Queensland. O local mais significativo onde ocorrem posturas situa-se em Crab Island, a ocidente do Estreito de Torres.

### Alimentação
Alimentam-se de algas, invertebrados marinhos e de peixes.

### Reprodução
A reprodução desta espécie, assim como todas as outras, é sexuada, pois há troca de gametas. Esta espécie faz uma postura com poucos ovos, mas de dimensões maiores, quando comparados com os de outras tartarugas marinhas. As fêmeas emergem até às praias onde fizeram posturas até 30 anos atrás, e aí depositam os seus ovos. Esta tarefa demora cerca de hora e meia. A fêmea cava um buraco com as suas nadadeiras anteriores, e as nadadeiras posteriores cavam uma pequena câmara onde serão depositados os ovos. Os ovos são depois cobertos de areia com o auxílio das nadadeiras posteriores, mas também com as anteriores. Durante a época de postura, as fêmeas colocarão ovos a cada 16-17 dias. Terminando uma época de postura, uma fêmea só voltará a fazer postura 2-3 anos depois.
Os machos não regressam a terra, visto que o acasalamento ocorre no mar.